# Wemding
Wemding – miasto w Niemczech, w kraju związkowym Bawaria, w rejencji Szwabia, w regionie Augsburg, w powiecie Donau-Ries, siedziba wspólnoty administracyjnej Wemding. Leży częściowo na terenie Parku Natury Dolina Altmühl, około 18 km na północ od Donauwörth, przy linii kolejowej Nördlingen - Wemding.

## Dzielnice
W skład miasta wchodzą dwie dzielnice:
- Wemding
- Amerbach

## Gospodarka
- Zakłady przemysłowe:
  - zakłady części samochodowych francuskiego koncernu Valeo[1]

## Polityka
Burmistrzem miasta jest Martin Drexler, poprzednio urząd ten obejmował Jürgen von Streit, rada miasta składa się z 20 osób.

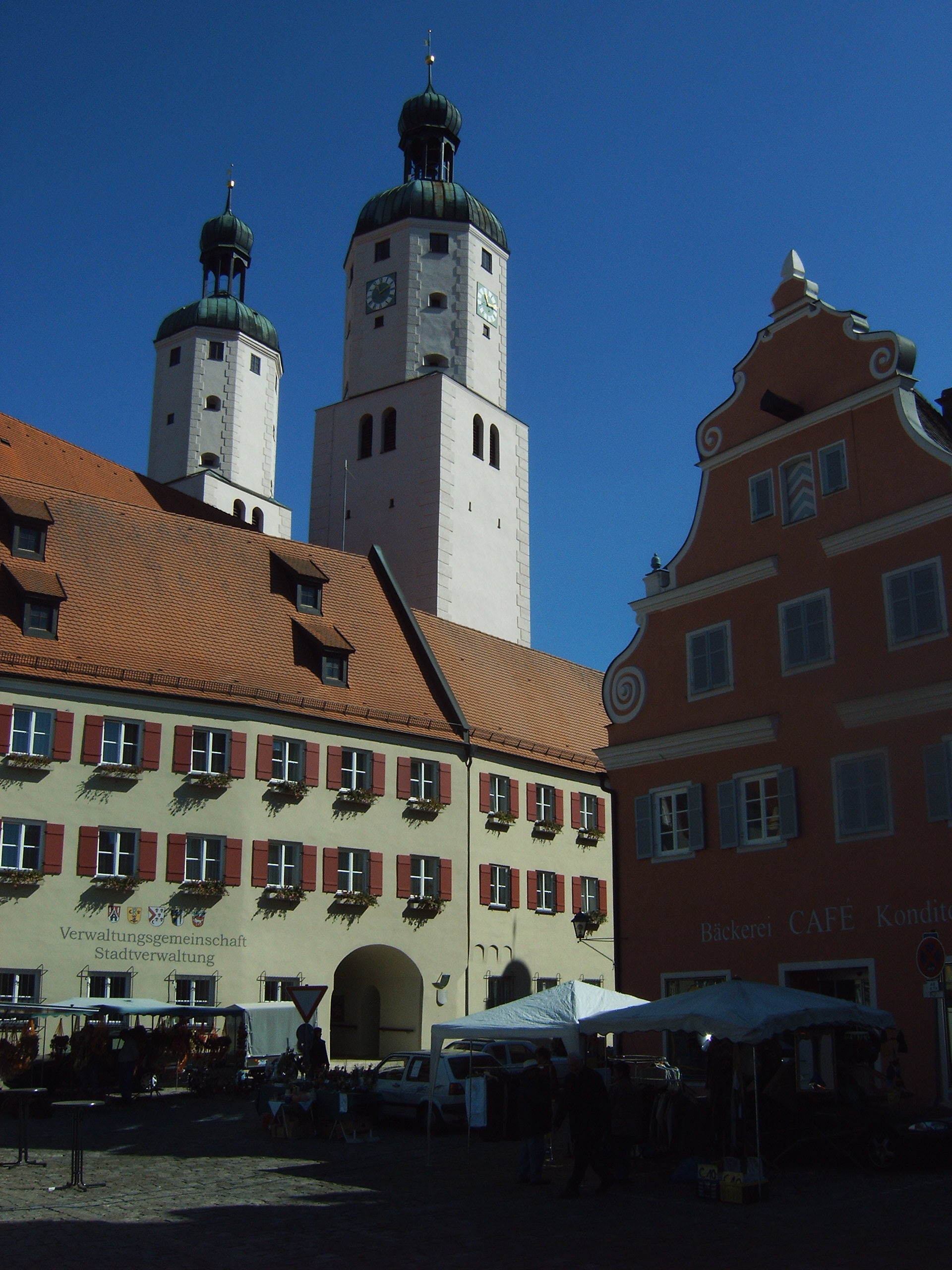
Kościół pw. św. Emmerama (St. Emmeram)

|      | CSU | SPD | SPD/FB | PWG/FW | Amerbacher Liste | Wemdinger Frauenliste | Razem |
| 2008 | 8   | -   | 5      | 3      | 2                | 2                     | 20    |
| 2002 | 7   | 6   | -      | 3      | 2                | 2                     | 20    |